# کوجی هیروسه
کوجی هیروسه (انگلیسی: Koji Hirose؛ زادهٔ ۱۳ مارس ۱۹۸۴) بازیکن فوتبال اهل ژاپن است.
از باشگاه‌هایی که در آن بازی کرده‌است می‌توان به باشگاه فوتبال ساگان توسو و باشگاه ورزشی توچیگی اشاره کرد.